# Seznam dílů seriálu Muž z Vysokého zámku
Toto je seznam dílů seriálu Muž z Vysokého zámku. Americký historický televizní seriál Muž z Vysokého zámku byl zveřejněn na Prime Video.
Český dabing pochází z let 2020–2021.

## Přehled řad
| Řada | Díly | Premiéra na Prime Videu |
| ---- | ---- | ----------------------- |
| 1    | 10   | 20. listopadu 2015      |
| 2    | 10   | 16. prosince 2016       |
| 3    | 10   | 5. října 2018           |
| 4    | 10   | 15. října 2019          |

## Seznam dílů

### První řada (2015)
| Č. v seriálu | Č. v řadě | Původní název         | Český název      | Režie            | Scénář                         | Premiéra na Prime Videu |
| ------------ | --------- | --------------------- | ---------------- | ---------------- | ------------------------------ | ----------------------- |
| 1            | 1         | The New World         | Nový svět        | David Semel      | Frank Spotnitz                 | 15. ledna 2015          |
| 2            | 2         | Sunrise               | Úsvit            | Daniel Percival  | Frank Spotnitz                 | 23. října 2015          |
| 3            | 3         | The Illustrated Woman | Ilustrovaná žena | Ken Olin         | Thomas Schnauz a Evan Wright   | 20. listopadu 2015      |
| 4            | 4         | Revelations           | Odhalení         | Michael Rymer    | Thomas Schnauz a Jace Richdale | 20. listopadu 2015      |
| 5            | 5         | The New Normal        | Nový normál      | Bryan Spicer     | Rob Williams                   | 20. listopadu 2015      |
| 6            | 6         | Three Monkeys         | Tři opice        | Nelson McCormick | Rob Williams                   | 20. listopadu 2015      |
| 7            | 7         | Truth                 | Pravda           | Brad Anderson    | Emma Frost                     | 20. listopadu 2015      |
| 8            | 8         | End of the World      | Konec světa      | Karyn Kusama     | Walon Green                    | 20. listopadu 2015      |
| 9            | 9         | Kindness              | Laskavost        | Michael Slovis   | Jace Richdale                  | 20. listopadu 2015      |
| 10           | 10        | A Way Out             | Cesta ven        | Daniel Percival  | Rob Williams                   | 20. listopadu 2015      |

### Druhá řada (2016)
| Č. v seriálu | Č. v řadě | Původní název          | Český název          | Režie           | Scénář                       | Premiéra na Prime Videu |
| ------------ | --------- | ---------------------- | -------------------- | --------------- | ---------------------------- | ----------------------- |
| 11           | 1         | The Tiger's Cave       | Tygří doupě          | Daniel Percival | Frank Spotnitz               | 16. prosince 2016       |
| 12           | 2         | The Road Less Traveled | Méně využívaná cesta | Colin Bucksey   | Rob Williams                 | 16. prosince 2016       |
| 13           | 3         | Travelers              | Cestovatelé          | Daniel Sackheim | Erik Oleson                  | 16. prosince 2016       |
| 14           | 4         | Escalation             | Zostření             | David Petrarca  | Wesley Strick                | 16. prosince 2016       |
| 15           | 5         | Duck and Cover         | Zády k výbuchu       | John Fawcett    | Erik Oleson a Rick Cleveland | 16. prosince 2016       |
| 16           | 6         | Kintsugi               | Kincugi              | Paul Holahan    | Francesca Gardiner           | 16. prosince 2016       |
| 17           | 7         | Land O' Smiles         | Země úsměvů          | Karyn Kusama    | Rob Williams                 | 16. prosince 2016       |
| 18           | 8         | Loose Lips             | Nepřítel naslouchá   | Alex Zakrzewski | Rick Cleveland               | 16. prosince 2016       |
| 19           | 9         | Detonation             | Výbuch               | Chris Long      | Wesley Strick                | 16. prosince 2016       |
| 20           | 10        | Fallout                | Spad                 | Daniel Percival | Erik Oleson                  | 16. prosince 2016       |

### Třetí řada (2018)
| Č. v seriálu | Č. v řadě | Původní název                         | Český název                           | Režie              | Scénář                          | Premiéra na Prime Videu |
| ------------ | --------- | ------------------------------------- | ------------------------------------- | ------------------ | ------------------------------- | ----------------------- |
| 21           | 1         | Now More Than Ever, We Care About You | Nyní o vás pečujeme víc než kdy jindy | Daniel Percival    | Wesley Strick                   | 5. října 2018           |
| 22           | 2         | Imagine Manchuria                     | Pomyslete na Mandžusko                | Alex Zakrzewski    | Eric Overmyer                   | 5. října 2018           |
| 23           | 3         | Sensô Kôi                             | Sensó kói                             | Ernest Dickerson   | Chris Collins                   | 5. října 2018           |
| 24           | 4         | Sabra                                 | Sabra                                 | John Fawcett       | Eric Simonson                   | 5. října 2018           |
| 25           | 5         | The New Colossus                      | Nový kolos                            | Daniel Percival    | Wesley Strick                   | 5. října 2018           |
| 26           | 6         | History Ends                          | Minulost končí                        | Meera Menon        | Elizabeth Benjamin a Kalen Egan | 5. října 2018           |
| 27           | 7         | Excess Animus                         | Nadměrný animus                       | Steph Green        | Dre Ryan                        | 5. října 2018           |
| 28           | 8         | Kasumi (Through the Mists)            | Kasumi (Zamlženě)                     | Jennifer Getzinger | William N. Fordes               | 5. října 2018           |
| 29           | 9         | Baku                                  | Baku                                  | Deborah Chow       | Chris Collins a Chris Wu        | 5. října 2018           |
| 30           | 10        | Jahr Null                             | Jahr Null                             | Daniel Percival    | Eric Overmyer a Wesley Strick   | 5. října 2018           |

### Čtvrtá řada (2019)
| Č. v seriálu | Č. v řadě | Původní název                | Hitler má jen jeden míč | Režie                | Scénář                      | Premiéra na Prime Videu |
| ------------ | --------- | ---------------------------- | ----------------------- | -------------------- | --------------------------- | ----------------------- |
| 31           | 1         | Hexagram 64                  | Hexagram 64             | Daniel Percival      | Wesley Strick               | 15. listopadu 2019      |
| 32           | 2         | Every Door Out...            | Každý východ je i vchod | Nelson McCormick     | Julie Hébert                | 15. listopadu 2019      |
| 33           | 3         | The Box                      | Bedna                   | John Fawcett         | Kalen Egan                  | 15. listopadu 2019      |
| 34           | 4         | Happy Trails                 | Šťastnou cestu          | Rachel Leiterman     | Mark Richard                | 15. listopadu 2019      |
| 35           | 5         | Mauvaise Foi                 | Mauvaise Foi            | Charlotte Brändström | David Scarpa                | 15. listopadu 2019      |
| 36           | 6         | All Serious Daring           | Vše vskutku troufalé    | Julie Hébert         | Lolis Eric Elie             | 15. listopadu 2019      |
| 37           | 7         | No Masters But Ourselves     | Žádní páni kromě nás    | Richard Heus         | Wesley Strick               | 15. listopadu 2019      |
| 38           | 8         | Hitler Has Only Got One Ball | Žádní páni kromě nás    | Frederick E.O. Toye  | Jihan Crowther              | 15. listopadu 2019      |
| 39           | 9         | For Want of a Nail           | Z malých příčin         | John Fawcett         | Mark Richard a David Scarpa | 15. listopadu 2019      |
| 40           | 10        | Fire from the Gods           | Oheň ukradený bohům     | Daniel Percival      | David Scarpa                | 15. listopadu 2019      |